# Schefflera fastigiata
Schefflera fastigiata är en araliaväxtart som först beskrevs av Friedrich Anton Wilhelm Miquel, och fick sitt nu gällande namn av René Viguier. Schefflera fastigiata ingår i släktet Schefflera och familjen araliaväxter. IUCN kategoriserar arten globalt som starkt hotad.
Artens utbredningsområde är Java. Inga underarter finns listade.